# 0587
0587 è il prefisso telefonico del distretto di Pontedera, appartenente al compartimento di Pisa.
Il distretto comprende la parte centrale e nordorientale della provincia di Pisa. Confina a est con il distretto di Empoli (0571), a sud di Volterra (0588), a ovest di Livorno (0586) e Pisa  (050) e a nord di Lucca (0583).

## Aree locali e comuni
Il distretto di Pontedera comprende 13 comuni compresi nell'unica area locale di Pontedera (ex settori di Capannoli e Pontedera). Esistono tre reti urbane: Pontedera, Capannoli e Casciana Terme. I comuni compresi nel distretto sono: Bientina, Buti, Calcinaia, Capannoli, Casciana Terme Lari, Chianni, Lajatico, Palaia, Peccioli, Ponsacco, Pontedera, Santa Maria a Monte e Terricciola .